# SK Hynix
SK Hynix Inc. (KRX: 000660) là một công ty bán dẫn lớn của Hàn Quốc, đây là nhà cung cấp chip nhớ lớn thứ 2 thế giới chỉ sau Samsung Electronics. SK Hynix còn là nhà cung cấp DRAM và bộ nhớ flash, công ty đặt trụ sở chính tại Seoul và có các chi nhánh tại Nam Mỹ, châu Âu, Hoa Kỳ, Trung Quốc, Hồng Kông, Singapore và Đài Loan. Cổ phiếu công ty được niêm yết trên Sở giao dịch chứng khoán Hàn Quốc và cổ phiếu lưu ký toàn cầu được niêm yết trên Sở giao dịch chứng khoán Luxembourg. Bộ nhớ của Hynix được sử dụng phổ biến trong các máy tính trên toàn thế giới bao gồm cả MacBook Pro của Apple và máy tính để bàn của Asus.

## Xếp hạng
- Nhà sản xuất chất bán dẫn lớn thứ 6 trên thế giới[1]
- Công ty chip bộ nhớ lớn thứ hai trên toàn cầu[2]
- Giá cổ phiếu từng được niêm yết lớn nhất tại Trung Quốc

## Cột mốc
- Tháng bảy, 2008 - công bố đóng cửa nhà máy DRAM tại Eugene, Oregon. Hơn 1100 nhân công bị sa thải trong vòng 2 tháng[3][4]
- 2007 - Thu được lợi nhuận cao. Ông Jong-Kap Kim làm chủ tịch hội đồng quản trị kiêm giám đốc điều hành
- 2006 - Công bố kỷ lục về doanh thu từ lúc thành lập. Thành lập mạng lưới sản xuất toàn cầu với việc xây dựng công ty bán dẫn Hynix-ST.
- 2005 - Tái cấu trúc công ty
- 2004 - Ký hợp đồng chuyển giao công nghệ hệ thống mạch IC với công ty System Semiconductor
- 2002 	Bán HYDIS, bộ phận TFT-LCD
- 2001 	Đổi tên thành "Hynix Semiconductor Inc"; chia tách Hyundai Syscomm, Hyundai CuriTel, và Hyundai Networks; Hoàn thành việc chia tách từ tập đoàn Hyundai.
- 2000 	Tách thành 2 bộ phận Hyundai Image Quest, Hyundai Autonet
- 1999 	Sáp nhập với công tyLG Semiconductor Co., Ltd.
- 1996 	Phát hành cổ phiếu lần đầu (IPO)
- 1993 	Nắm quyền Maxtor (nhà máy chính tại Mỹ)
- 1985 	Bắt đầu sản xuất DRAM 256K
- 1983 	Thành lập công ty Hyundai Electronics Industries Co., Ltd.